# Münster-Geschinen
Münster-Geschinen (toponimo tedesco) è stato un comune svizzero del Canton Vallese, nel distretto di Goms del quale era capoluogo.

## Storia
Il comune di Münster-Geschinen è stato istituito il 1° ottobre 2004 con la fusione dei comuni soppressi di Geschinen e Münster e soppresso il 1° gennaio 2017, quando è stato aggregato agli altri comuni soppressi di Blitzingen, Grafschaft, Niederwald e Reckingen-Gluringen per formare il nuovo comune di Goms.